# 그림엽서의 봄
〈그림엽서의 봄〉(絵はがきの春 에하가키노하루[*])는 Aqua Timez가 2010년 1월 27일에 발매한 열한 번째 싱글이다.

## 개요
- 전작 〈플루메리아 ~꽃노래~〉 이후 약 6개월만에 발매된 싱글이다.

- 오구리 슌이 출연한 광고 Knorr 컵수프 '마음을 모두에게'편, '마음을 동생에게'편, '마음을 할머니께'편에 기용되었다.

- 뮤직 비디오는 미우라반도에서 촬영하였다.

- 커플링 "空に近い街"는 영화 《마녀 배달부 키키》를 모티브로하여 만든 곡이다.

## 수록곡
1. 絵はがきの春 / 그림엽서의 봄
작사·작곡 : 후토시 / 편곡 : Aqua Timez
2. 流星のうた / 유성의 노래
작사·작곡·편곡 : Aqua Timez
3. 空に近い街 / 하늘과 가까운 거리
작사·작곡·편곡 : Aqua Timez
4. 絵はがきの春-Instrumental-

## 차트
- 주간최고순위 8위 (오리콘 차트)
- 일간최고순위 6위 (오리콘 차트)